# Almoraviden

Ausweitung des Reichs der Almoraviden in der Zeit von ca. 1050–1120

Die Almoraviden (Zentralatlas-Tamazight ⵉⵎⵔⴰⴱⴹⵏ Imrabḍen, Singular: Amrabaḍ; arabisch المرابطون al-Murabitun, DMG al-Murābiṭūn ‚Krieger an der Grenze‘, verwandt mit murābit und ribāṭ) waren eine Berberdynastie auf dem Gebiet der heutigen Staaten Marokko, Algerien, Mauretanien, Senegal, Portugal und Spanien („Al-Andalus“)  in der Zeit von 1046 bis 1147.

## Geschichte

### Entstehung
Im 11. Jahrhundert hatte der Islam große Teile des Maghreb und der westlichen Sahara unter dem Einfluss berberischer Stämme und arabischer Händler erreicht und sich fest verwurzelt. Trotzdem überlebten die traditionellen religiösen Praktiken und gediehen. Erst die spätere Eroberung der ganzen Region durch die Almoraviden im 11. Jahrhundert brachte eine weitgehend konsistente Islamisierung aller berberischen Völker.
Anfang des 11. Jahrhunderts nomadisierten Viehzüchter der Sanhadscha-Berber in der westlichen Sahara (heute Marokko), wo sie den Karawanenhandel zwischen der Sudanregion und dem Maghreb kontrollierten (siehe: Transsaharahandel). Allerdings wurde dieser Handel durch das Vordringen der Magrawa (Zanata) im westlichen Algerien und deren Unterwerfung von Sidschilmasa in Marokko zunehmend gestört.
Die Auflösung des Sanhadscha-Bundes zu Beginn des 11. Jahrhunderts hatte zu einer Periode der Unruhe und des Krieges zwischen den Sanhadscha-Berbern in Mauretanien geführt. Um 1039/1040 hatte ein Dschudala-Stammesführer, Yahya ibn Ibrahim, von der Pilgerfahrt nach Mekka zurückkehrend, einen Theologen der Sanhadscha, Abdallah ibn Yasin, mitgebracht, um einen orthodoxen Islam zu lehren. Nach dem Tod ihres Gönners Ibn Ibrahim zwei Jahre später zogen sich Ibn Yasin und einige Sanhadscha aus seinem Gefolge an eine Insel in Senegal zurück, da sie von den Dschudala in Mauretanien wegen ihrer Religionseiferei vertrieben worden waren. Dort gründeten sie ein religiöses Zentrum, einen Ribat, der viele Sanhadscha anzog. Vom arabischen Geschichtsschreiber Ibn Abi Zarʿ († um 1315) stammt die jahrhundertelang als historische Tatsache überlieferte Legende, dass der abgelegene Ort eine Insel namens Rābiṭa gewesen sei, wovon sich der Name Murābiṭūn abgeleitet habe (gemeint ist möglicherweise eine der Inseln im Nationalpark Delta du Saloum in Senegal).
Im Jahre 1042 riefen die Almurabitoun, die „Männer des Ribat“, zum kriegerischen Dschihad gegen die Ungläubigen und Ketzer unter den Sanhadscha auf. So wurde die Bewegung der Almoraviden geboren, deren Anfangsziel darin bestand, eine politische Gemeinschaft zu gründen, in der die moralischen und rechtlichen Grundsätze des malikiten Islams strikt angewendet wurden. Mitte des Jahrhunderts wurden sie zum Kampfbund der Almoraviden unter ihrem ersten Emir Yahya ibn Umar (1046–1056) zusammengeschlossen.
Als erstes richteten die Almoraviden ihr Augenmerk auf Dschudala, und es gelang ihnen, sie zu bekehren, die Berbergruppen im Süden um sich zu scharen und die politische Einheit der Sanhadscha unter einem religiösen Ziel wiederherzustellen. Im Jahre 1054 hatten die Almoraviden Sidschilmasa im Maghreb unter ihre Kontrolle bekommen und eroberten Audaghast von Ghana zurück.

### Teilung des Reiches
Mit dem Tod von Ibn Yasin 1059 verlor die Bewegung der Almoraviden ihren geistigen Führer, womit das weltliche Emirat in den Vordergrund trat. Die Leitung der Bewegung ging im Süden an Abu Bakr ibn Younes, Emir von Adrar, und im Norden an Yusuf ibn Taschfin über.
Im Jahr 1070 gründete der Emir Abu Bakr ibn Umar (reg. 1056–1087) die Stadt Marrakesch in Südmarokko als neue Hauptstadt des Reiches. In Mauretanien führte Abu Bakr die Almoraviden zum Krieg gegen das Ghana-Imperium (1062–1076) an, was zur Eroberung Koumbi Salehs im Jahre 1076 führte. Diese Quellendeutung ist allerdings inzwischen umstritten. Die almoravidische Herrschaft umfasste Gebiete zwischen dem spanischen Saragossa und dem Senegalfluss. Aber in Wirklichkeit gab es zwei Reiche. Das von Yusuf ibn Taschfin in Marokko geführte Reich hatte über das Reich in der Sahara keine direkte Kontrolle, und genauso wenig hatte Abu Bakr Einfluss auf das, was sich nördlich der Wüste ereignete. Abu Bakr war 1072 von seinem Stellvertreter und Vetter Yusuf ibn Taschfin in Marokko entmachtet worden, weshalb er sich in die Sahara zurückzog.
Yusuf ibn Taschfin (1061–1106) organisierte das Reich vor allem mit Unterstützung der Religions- und Rechtsgelehrten. Unter ihm eroberten die Almoraviden in Nordmarokko (1075) die Reiche der Magrawa und Salihiden sowie das westliche Algerien von den Hammadiden (1082). Zu dieser Zeit befand sich der gesamte Westmaghreb (bis zum heutigen Algier) unter der Herrschaft der Almoraviden. Im Jahr 1086 unternahm man einen Feldzug nach Europa, denn die vom kastilischen König Alfons VI. im Rahmen der Rückeroberung Spaniens (reconquista) angegriffenen andalusischen Emirate ersuchten um Hilfe bei Ibn Taschfin und seinen kriegerischen Berbern. Ibn Taschfin überquerte die Straße von Gibraltar und schlug Alfons VI. in der Schlacht bei Zallaqa (23. Oktober 1086) vernichtend. In der Folgezeit (bis 1092) setzten die Almoraviden durch die Annexion der Taifa-Königreiche ihre Herrschaft und die malikitische islamische Schule in Al-Andalus durch. Nur Valencia unter El Cid und Saragossa unter den Hudiden konnten ihre Selbständigkeit zunächst behaupten. Die rigorose Durchsetzung des puritanischen Islams der Almoraviden in der städtischen andalusischen Kultur führte zu erheblichen Widerständen. Ihr Eifer richtete sich nicht nur gegen Andersgläubige, wie Christen und Juden, von denen nun viele nach Norden abwanderten, sondern auch gegen jene Muslime, denen sie religiöse Nachlässigkeit vorwarfen. Dennoch entwickelte sich bald ein starker kultureller Einfluss Andalusiens auf Marokko.
Unter Ali ibn Yusuf (1106–1143) konnten auch Valencia (1102) und Saragossa (1110) in Al-Andalus sowie die Balearen unterworfen werden. Allerdings ging Saragossa bereits im Jahr 1118 an Aragon verloren, und im südlichen Marokko begann sich ab den 1120er Jahren die militante sittenstrenge Reformbewegung der Almohaden zu verbreiten.

### Der Untergang
In der Sahara zerbrach der Zusammenhalt der almoravidischen Führungskräfte sehr schnell, und das Gebiet zerfiel in Konflikten zwischen den Sippschaften nach dem Tode Abu Bakrs (1087). Eine neue islamisch-reformistische Macht, von Zanata-Almohaden (1133–1163) angeführt, hatte das Imperium der Almoraviden in Marokko zerstört. Zwei Jahrhunderte später, während der ersten arabischen Invasionen, die vom Osten Nordafrikas ausgingen, waren die Sanhadscha-Stämme unfähig, wirksamen Widerstand zu leisten. Der größte Beitrag der Sanhadscha und der Almoraviden war die Islamisierung Westafrikas, was jahrhundertelange Folgen hatte.
Nach dem Tod von Ali ibn Yusuf (1143) begann der schnelle Niedergang des Reiches. Schon unter den ersten beiden Herrschern besaßen die Statthalter der einzelnen Provinzen eine erhebliche Autonomie gegenüber der Zentrale in Marrakesch. Nun konnten sich die Almoraviden in Marrakesch aber immer schwerer gegen die Statthalter durchsetzen. Nach Aufständen der Murīdūn unter Ibn Qasi und Ibn al-Mundir mussten sich die Almoraviden aus Al-Andalus zurückziehen, was den Aufstieg von Ibn Mardanīsch begünstigte. In Al-Andalus wurden nur Sevilla, Granada und die Balearen behauptet. Auch Marokko musste gegen die erstarkten Almohaden verteidigt werden. Mit der Erstürmung Marrakeschs durch die Almohaden (1147) und dem Tod des letzten Almoraviden Ishaq ibn Ali endete die Dynastie.
Von Bedeutung ist die Bekämpfung der Charidschiten und anderer islamischer Gemeinschaften sowie die Sicherung der konfessionellen Einheit Marokkos auf Grund der Rechtsschule der Malikiten.

## Herrscher

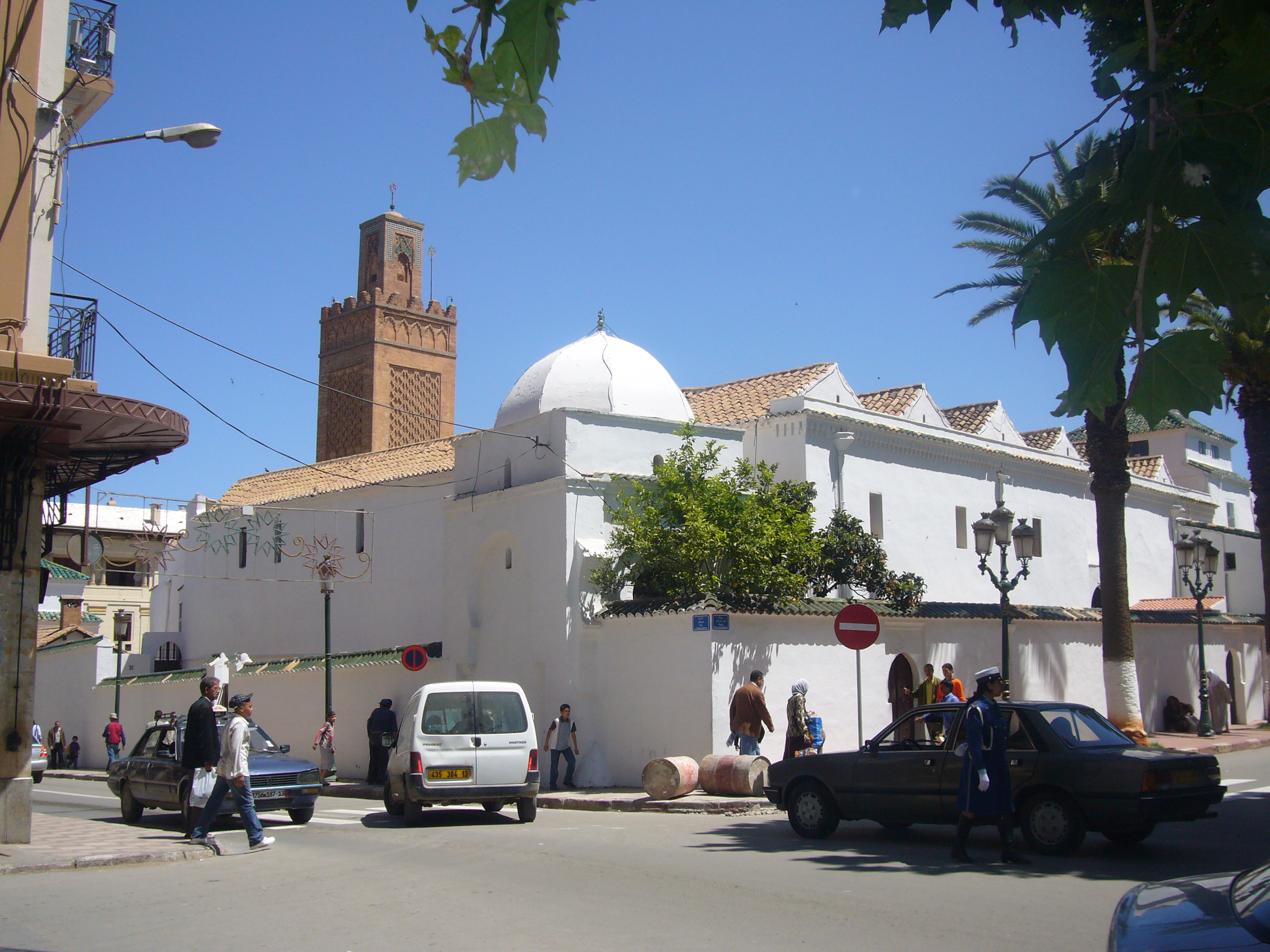
Große Moschee von Tlemcen (1145) mit später hinzugefügtem Minarett (1348)

- 1040–1059: Abd Allah Ibn Yasin
- 0000–1048: Yahya ibn Ibrahim
- 1046–1056: Yahya ibn Umar
- 1056–1087: Abu Bakr ibn Umar

Dynastie der Taschfiniden
- 1072–1106: Yusuf ibn Taschfin
- 1106–1143: Ali ibn Yusuf
- 1143–1145: Taschfin ibn Ali
- 1145:–0000 Ibrahim ibn Taschfin
- 1146–1147: Ishaq ibn Ali

## Bauten
Aus der Zeit der Almoraviden sind – auch aufgrund späterer Zerstörungen und Überbauungen – nur wenige Bauten bekannt. Hierzu gehören die ursprünglich minarettlosen Moscheen von Algier, Tlemcen und Nedroma im heutigen Algerien sowie die Qubba des Almoravides in Marrakesch.